# کابویارو
کابویارو (انگلیسی: Cabuyaro) نام یک منطقه مسکونی در کلمبیا است.